# Cheikh Tidiane Gadio
 (septembre 2023).
 (mai 2021).
La mise en forme du texte ne suit pas les recommandations de Wikipédia : il faut le « wikifier ».
Les points d'amélioration suivants sont les cas les plus fréquents. Le détail des points à revoir est peut-être précisé sur la page de discussion.
- Les titres sont pré-formatés par le logiciel. Ils ne sont ni en capitales, ni en gras.
- Le texte ne doit pas être écrit en capitales (les noms de famille non plus), ni en gras, ni en italique, ni en « petit »…
- Le gras n'est utilisé que pour surligner le titre de l'article dans l'introduction, une seule fois.
- L'italique est rarement utilisé : mots en langue étrangère, titres d'œuvres, noms de bateaux, etc.
- Les citations ne sont pas en italique mais en corps de texte normal. Elles sont entourées par des guillemets français : « et ».
- Les listes à puces sont à éviter, des paragraphes rédigés étant largement préférés. Les tableaux sont à réserver à la présentation de données structurées (résultats, etc.).
- Les appels de note de bas de page (petits chiffres en exposant, introduits par l'outil «  Source ») sont à placer entre la fin de phrase et le point final[comme ça].
- Les liens internes (vers d'autres articles de Wikipédia) sont à choisir avec parcimonie. Créez des liens vers des articles approfondissant le sujet. Les termes génériques sans rapport avec le sujet sont à éviter, ainsi que les répétitions de liens vers un même terme.
- Les liens externes sont à placer uniquement dans une section « Liens externes », à la fin de l'article. Ces liens sont à choisir avec parcimonie suivant les règles définies. Si un lien sert de source à l'article, son insertion dans le texte est à faire par les notes de bas de page.
- La présentation des références doit suivre les conventions bibliographiques. Il est recommandé d'utiliser les modèles {{Ouvrage}}, {{Chapitre}}, {{Article}}, {{Lien web}} et/ou {{Bibliographie}}. Le mode d'édition visuel peut mettre en forme automatiquement les références.
- Insérer une infobox (cadre d'informations à droite) n'est pas obligatoire pour parachever la mise en page.

Pour une aide détaillée, merci de consulter Aide:Wikification.
Si vous pensez que ces points ont été résolus, vous pouvez retirer ce bandeau et améliorer la mise en forme d'un autre article.
Cheikh Tidiane Gadio est un ancien chef de la diplomatie et député sénégalais et une personnalité politique panafricaniste.
Il a été plusieurs fois envoyé spécial sur les questions de prévention et de résolution des conflits en Afrique. Depuis septembre 2020, il est l’envoyé spécial de la secrétaire générale de l'Organisation internationale de la francophonie (OIF) au Mali. Il a aussi été envoyé spécial de l'Organisation de la coopération islamique (OCI) pour la République centrafricaine (février 2014 - mars 2017) et représentant spécial pour l'Afrique auprès du secrétaire général de l'OCI (janvier 2016 - mars 2017).
Gadio siège à l’Assemblée nationale du Sénégal comme député élu en 2017. En octobre 2019, il a aussi été élu vice-président du Parlement sénégalais (2019). Il est également président de l'Institut panafricain de stratégies - paix-sécurité-gouvernance (IPS), un think tank basé à Dakar engagé dans la recherche et la réflexion stratégiques et géostratégiques tout en formulant un puissant plaidoyer sur les questions de paix, sécurité, gouvernance, intégration économique, unité politique et développement en Afrique.
Ancien ministre des Affaires étrangères (avril 2000 - octobre 2009) et élevé au rang de ministre d'État à partir de 2002, Gadio a été dans l’histoire de la diplomatie sénégalaise (de 1960 à nos jours), le ministre des Affaires étrangères qui détient le record d’occupation de ce poste en continu (9 ans et demi).

## Biographie

### Jeunesse
Cheikh Tidiane Gadio est né le 16 septembre 1956 à Saint-Louis, la première capitale du Sénégal. Il est issu d'une famille musulmane traditionnelle peule originaire du département de Podor dans le Fouta Toro (Nord du Sénégal). Ses parents ont déménagé à Saint-Louis de leur Fouta natal dans les années 1940. Ils sont tous deux issus de la lignée aristocratique des grands érudits islamiques et dirigeants de l'Almamiyat du Fouta Toro.
Gadio est un descendant de quatrième génération du grand Almamy Youssouf Ciré Ly de Diaba Dekhlé, un célèbre Lamdo (dirigeant) du Fouta qui a servi comme « Almamy » (appellation à l’époque des « Rois élus ») pendant 11 mandats au moins, ce qui est unique dans les annales de l’Almamiyat du Fouta créé et inspiré par le leader visionnaire et grand réformateur Thierno Sileymane Baal. De par sa lignée maternelle, Gadio est aussi un petit-fils du célèbre érudit peul Dewo Elimane Moctar LY, pensionnaire de l’université de Pire au 18e siècle et fondateur de la ville historique de Saldé Tebegoutt.
Le père du Dr Gadio, El Hadj Ousmane Aliou Gadio (du village de Gadiobé), était un vétéran décoré de la Seconde Guerre mondiale qui a été président de l’Association des anciens combattants et prisonniers de guerre basé à l’Institut Pape Gueye Fall de Dakar.
Gadio a déménagé avec ses parents à Dakar en 1959 à l'âge de 3 ans, lorsque la capitale sénégalaise a été transférée de Saint-Louis à Dakar. C’est dans la nouvelle capitale Dakar qu’il a fait l'essentiel de sa jeunesse et de sa scolarité primaire. Gadio revendique les trois héritages : Fouta Toro, Saint-Louis et Dakar. À 12 ans, en tant que jeune élève exceptionnel, il va réussir au concours très compétitif de l’entrée au Prytanée militaire de Saint-Louis, une académie militaire (niveau lycée) hautement sélective où il s'est familiarisé pour la première fois avec le panafricanisme grâce à des amitiés étroites développées avec des étudiants du Niger, de la Côte d'Ivoire et du Burkina Faso.

### Éducation
Après avoir terminé ses études secondaires au Sénégal, Gadio est allé à Paris, en France, poursuivre une formation universitaire. Lors de son séjour à Paris, il a obtenu en 1981 une licence en sociologie du développement et des relations internationales de l'université Paris 8 (1981) avec un mineur en Philosophie. Ensuite il obtiendra un certificat de formation professionnelle en journalisme avec une concentration en journalisme audiovisuel au Centre de formation des journalistes de Paris (1982), un master en sociologie avec une concentration en sciences de l'information et de la communication de l'université Paris-Diderot (1983), et un diplôme d'études supérieures (DEA) en sociologie de la communication de masse avec une double concentration en communication de masse et développement / éducation et technologie de l'Information de l'université Paris-Descartes (1984).
Après avoir terminé ses études en France, Gadio s’est inscrit au doctorat à l'université Paris-Descartes avant de rentrer au Sénégal en 1984 pour occuper un poste de « professeur de communication audiovisuelle » au CESTI de l’université Cheikh Anta Diop de Dakar. Il fera plusieurs stages complémentaires au Canada où il obtient un diplôme de Formation pratique en technologies de la communication et en développement de programmes d'enseignement audiovisuel (Montréal 1986).
Lauréat de la prestigieuse bourse Fulbright des États-Unis, Gadio va se rendre en 1988 à Columbus pour fréquenter l'université d'État de l'Ohio, où il décrochera son doctorat en communication, télécommunications et développement international (1994).

### Début de carrière dans le journalisme, la communication et le plaidoyer pour l’Afrique
Le Dr Gadio a été largement publié au début de sa carrière, avec plus de 70 articles et rapports de recherche publiés dans Démocraties Africaines, Sud Hebdo, Sud Quotidien, Le Devoir, Tribune Africaine et la Revue Africaine de la Communication sur un éventail de sujets, y compris les nouvelles technologies de la communication, la formation et l’élaboration de programmes universitaires, la réforme institutionnelle, la démocratisation et le développement en Afrique.
En tant que jeune panafricaniste, le docteur Gadio a assumé plusieurs rôles journalistiques influents de 1980 à 1996 : rédacteur en chef en 1980 à Paris de la revue trimestrielle africaine « JONCTION » devenue plus tard « Tribune Africaine », une revue prônant l'unité africaine et les nouvelles approches du développement africain (1980-1984) ; collaborateur et analyste politique sur les questions africaines pour des hebdomadaires télévisés tels que « African Time» et « Forum Africain » diffusant dans la région des trois États de New York, New-Jersey, Connecticut (1992-1994) ; professeur de communication au CESTI, université de Dakar au Sénégal où il a mené des recherches et animé des conférences sur les technologies de la communication, la production télévisuelle, l'économie politique des télécommunications, le téléphonie, la télématique et l’Internet (1984-1988 et 1994-1996).
En 1996, le Dr Gadio a assumé le rôle de coordinateur de l'US-Africa Institute, une organisation bénévole privée visant à renforcer les liens entre les États-Unis et l'Afrique dans les domaines du commerce, de l'investissement, des nouvelles technologies de la communication, de l'éducation et de la démocratisation (1996 - 1999), puis en tant que directeur régional pour l'Afrique à la School for International Training (SIT) de l’État de Vermont, SIT étant une filiale et un collège accrédité de World Learning, une organisation internationale engagée dans la promotion de la compréhension internationale et de l'éducation interculturelle (1998-1999). Durant son mandat au SIT, son portefeuille comprenait des programmes en Afrique australe (Afrique du Sud, Botswana et Zimbabwe) et en Afrique francophone (Maroc, Cameroun, Mali et Madagascar). Dans la même période, il a également été consultant agréé pour les Nations unies (UNOPS) et pour le programme d'assistance technique au développement des pays du tiers-monde de la Commission de l’Union européenne.
De Vermont il va atterrir en fin 1999 à la banque mondiale à Washington, DC où il est recruté comme coordonnateur pour l'Afrique occidentale et francophone du programme « World Links for Development » de la WBI (World Bank Institute). C’est de ce poste qu’il a été rappelé au Sénégal pour être nommé ministre des Affaires étrangères en avril 2000 dans le premier gouvernement sénégalais du nouveau président élu Abdoulaye Wade.

### Carrière diplomatique et politique
Nommé ministre des Affaires étrangères et des Sénégalais de l’Extérieur de la république du Sénégal en avril 2000, il a été promu deux ans et demi plus tard au rang de ministre d’État, titulaire du portefeuille des affaires étrangères en novembre 2002.
Gadio a été nommé président du Conseil des ministres de la Communauté économique des États de l'Afrique de l'Ouest (CEDEAO) et président du Conseil de paix et de médiation de la CEDEAO, rôles dans lesquels il a exercé ses fonctions de janvier 2002 à janvier 2003. Au cours de son mandat en tant que président, il a dirigé les négociations qui ont conduit le 17 octobre 2002 à la signature de « l'Accord de Cessez-le-feu de Bouaké » qui a mis fin à la première phase de la guerre civile en Côte d'Ivoire. Au cours de son mandat en tant que ministre des Affaires étrangères de la république du Sénégal, M. Gadio a dirigé plusieurs missions de médiation réussies à Madagascar, en Guinée-Bissau, au Soudan, en Libye et en Mauritanie, afin de mettre fin aux conflits et restaurer la paix (par exemple : « l'Accord de Dakar de mai 2003 entre les dirigeants de Madagascar »; « l'Accord de Paix de Dakar de mars 2008 entre le Tchad et le Soudan »; « la médiation internationale de l'Union africaine en Mauritanie conclue en juin 2009 » après 6 mois d’une médiation ardue).
Un de ses grands succès diplomatique très remarqué est la conduite de main de maître des négociations pour la reprise des relations diplomatiques entre le Sénégal et la république populaire de Chine ; Accord qu’il a signé avec son homologue chinois le 25 octobre 2005 à Beijing.
Lors du sommet de l'Union africaine à Accra, au Ghana, en juillet 2007, où les dirigeants ont débattu de la question de savoir si les États-Unis d'Afrique devaient être créés immédiatement ou progressivement, le Dr Gadio a exprimé la position du Sénégal en faveur de sa création immédiate, en disant : « Nous sommes prêts à abandonner partiellement ou totalement notre souveraineté pour rejoindre un gouvernement d'union en Afrique ». Il a évoqué la possibilité que le Sénégal adhère à une plus petite union d'États consentants si le reste de l'Afrique n'était pas prêt.
Après plus de neuf ans en tant que ministre des Affaires étrangères, le Dr Gadio a été remplacé par Madické Niang dans le gouvernement nommé le 1er octobre 2009. Aucune raison n'a été donnée pour son départ du gouvernement, bien que la presse sénégalaise ait rapporté que Gadio avait une mauvaise relation avec Karim Wade, le fils du président Wade, qui a également servi dans le gouvernement en tant que ministre d'État chargé des infrastructures, du transport aérien et de la coopération internationale (avec les pays arabes et l’Asie). Gadio était fermement opposé à toute tentative de transfert monarchique du pouvoir (ou pire de « succession dynastique »). il était convaincu que le président Wade préparait son fils à cette perspective. En signe de protestation, Gadio n’a pas assisté aux réunions du conseil hebdomadaire des ministres au palais présidentiel pendant six mois avant son départ du gouvernement de Wade.
Quelques mois après son départ du gouvernement, le Dr Gadio a lancé en mai 2010 un nouveau mouvement politique, le Mouvement politique citoyen (Mouvement politique citoyen Luy Jot Jotna ; MPCL), et a réaffirmé son engagement total pour le Panafricanisme, la mise en place des États-Unis d’Afrique, condition sine qua non de la Renaissance africaine en ce 21e siècle. Gadio s’est joint à l’opposition contre le régime du président Wade et s’est engagé à combattre tous les efforts visant à éliminer le deuxième tour des élections présidentielles au Sénégal ; la volonté de réduire les élections à un seul tour a été perçue comme un changement qui profiterait à Wade et lui permettrait d'installer son fils au pouvoir. Le Dr Gadio s'est présenté à l'élection présidentielle de février 2012 comme l'un des candidats du Mouvement du 23 juin (M23), il s'est classé huitième aux élections sur 14 candidats.

### Carrière post diplomatique
Après avoir quitté le gouvernement de Wade, en novembre 2009, Gadio a co-fondé un cabinet de consultation et de conseils (Sarata Holding LLC) pour promouvoir des «Partenariats dans le commerce et le développement avec l'Afrique», avec trois sites : Dakar, Washington, DC, Casablanca. Il a été président-directeur général de cette société jusqu'en mars 2016.
En novembre 2012, il a fondé l'Institut panafricain des stratégies, et en a assumé le poste de président  S'exprimant au Forum de Bamako en février 2015, il a plaidé en faveur de l'intégration entre les régions du continent comme un pas vers l'unité africaine. Il a déclaré que certaines frontières nationales, telles que celles séparant le Sénégal de la Gambie et de la Guinée-Bissau, manquaient de justification et devraient être supprimées.
Le Dr Gadio est nommé Envoyé spécial pour l'Organisation de la coopération islamique (OCI) pour la République centrafricaine en février 2014 et reçoit une nomination supplémentaire en 2016 avec l'OCI en tant que représentant spécial du secrétaire général pour l'Afrique chargé de la crise au Mali et au Sahel, de Boko Haram et des pays du Bassin du Lac Tchad.
Après les élections législatives de 2017, auxquelles le parti politique du Dr Gadio a participé, il a été élu au Parlement sénégalais pour 5 ans.

#### Le Dr Gadio surmonte les défis judiciaires avec la justice américaine
Après avoir introduit au gouvernement tchadien un conglomérat énergétique chinois dénommé CEFC alors qu'il travaille comme consultant, le Docteur Gadio est accusé, en novembre 2017, d'être complice des actes de corruption des représentants du CEFC que le ministère américain de la Justice accuse de violer leur loi sur le « US Foreign Corrupt Practices Act » (FCPA). Gadio est alors confiné à domicile dans sa maison familiale du Maryland pendant une période de 9 mois.
Après avoir participé à un long processus de 9 mois qui comprend de multiples entretiens avec des procureurs fédéraux, le gouvernement américain parvient à la conclusion que le Dr Gadio n'a aucune intention de participer à aucun des actes illégaux dont les responsables du CEFC sont accusés. Par conséquent le Dr Gadio n'est jamais inculpé et tout au long du processus, il nie vigoureusement toute implication dans des actes de corruption. Le 14 septembre 2018, le DOJ (Département de la Justice américaine) retire finalement toutes les accusations portées contre le docteur Gadio et dépose auprès du juge « une annulation pure et simple de sa plainte » en sa faveur.
Dr Gadio a cependant été prié d'attendre le procès du représentant du CEFC avant de rentrer chez lui - au cas où il pourrait être sollicité pour donner sa version des faits.
Il a pu donc rentrer au Sénégal, blanchi de toutes les accusations, en décembre 2018. Il a immédiatement retrouvé son poste de député et 10 mois plus tard, il a été élu vice-président au Parlement sénégalais.
Le Dr Gadio, une fois chez lui, a convoqué une conférence de presse, à laquelle ont participé près de 40 journalistes nationaux et internationaux et plusieurs médias, pour publier une déclaration selon laquelle, après plus d'une décennie au plus haut niveau du gouvernement sénégalais a-t-il rappelé, il a toujours été considéré comme ayant un parcours parfait et sans faute en matière de bonne gouvernance et d’éthique dans la gestion. Il a indiqué que l'incident avec la Justice américaine ne pouvait être qualifié que de «malentendu tragique» et qu'il était heureux, après un long et éprouvant processus, d’avoir pu confirmer sa réputation d’intégrité et de tolérance zéro pour tout acte de corruption.
Outre la confiance de ses pairs et son élection à la vice-présidence de l'Assemblée nationale sénégalaise, Dr Gadio est nommé en septembre 2020 « Envoyé spécial » de la secrétaire générale de l'OIF (Organisation internationale de la francophonie) pour le suivi de la situation au Mali.

## Vie privée
Cheikh Tidiane Gadio est marié à Ndeye Coumba Mar et est père de trois enfants. Son épouse a été coordinatrice pour l'action de l'Organisation des Nations unies en Zambie.

## Distinctions

### Distinctions étrangères
- Madagascar : ordre national Malgache - 2003
- Côte d'Ivoire : commandeur de l'ordre national de la république de Côte d'Ivoire – 2016

### Autres Accomplissements
- Diplôme honorifique de l'association d'amitié et de solidarité entre le Sénégal et Cuba en 2017